# شیلا جردن
شیلا جردن (انگلیسی: Sheila Jordan؛ زادهٔ ۱۸ نوامبر ۱۹۲۸-درگذشته ۱۱ اوت ۲۰۲۵) خوانده و ترانه‌پرداز سبک جاز اهل ایالات متحده آمریکا بود. او علاوه بر ضبط آلبوم‌های خودش، به عنوان نوازنده موقت با مجموعه‌ای از هنرمندان تحسین‌شده همکاری داشت. جردن پیشگام سبک آوازخوانی جاز بیباپ و اسکات بود که تنها یک گیتار بیس ایستاده به عنوان همراهی‌کننده داشت. موسیقی جردن مورد تحسین بسیاری از منتقدان قرار گرفته است، به ویژه به خاطر توانایی او در بداهه‌سرایی اشعار؛ اسکات یانوو او را «یکی از خلاق‌ترین و پیگیرترین خوانندگان جاز» توصیف کرده است. چارلی پارکر اغلب جردن را «بانویی با گوش‌های میلیون دلاری» معرفی می‌کرد.